# Rihtonjira
De Rihtonjira is een bergbeek, die stroomt in de Zweedse gemeente Kiruna. Zij ontvangt haar water van twee bergtoppen van meer dan 1150 meter boven de zeespiegel. Na 3 kilometer geeft ze haar water af aan de Abiskorivier.